# 阿尔芒·阿佩尔
阿尔芒·阿佩尔（法語：Armand Apell，1905年1月16日—1990年7月3日），生于斯特拉斯堡，法国男子拳击运动员。他曾代表法国参加1928年夏季奥林匹克运动会拳击比赛，获得男子112磅级银牌。